# Corrida Internacional de São Silvestre de 2010
A Corrida Internacional de São Silvestre de 2010 foi a 86ª edição da prova de rua, realizada no dia 31 de dezembro de 2010, no centro da cidade de São Paulo, a prova foi de organização da Fundação Casper Líbero.
Os vencedores no masculino foi o brasileiro Marílson Gomes dos Santos, enquanto no feminino foi a queniana Alice Timbilili.

## Resultados

#### Masculino
- 1. Marílson Gomes dos Santos (Brasil) – 44m07s
- 2. Barnabas Kiplagat (Quênia) – 44m49s
- 3. James Kipsang (Quênia) – 45m15s
- 4. Giovani dos Santos (Brasil) – 45m34s
- 5. Emmanuel Kipkemei Bett (Quênia) – 45m41s

#### Feminino
- 1. Alice Timbilili (Quênia) – 50m19s
- 2. Simone Alves da Silva (Brasil) – 50m25s
- 3. Eunice Jepkirui Kirwa (Quênia) – 51m42s
- 4. Cruz Nonata da Silva – (Brasil) 51m51s
- 5. Diana Judith Landi Andrade (Equador) – 52m35s